# نشان‌های ملی آفریقا
کشورهای آفریقایی دارای نشان‌های ملی زیر هستند:

## کشورهای مستقل
| کشور                  | نشان | شعار                                                               | نوشتار اصلی                    |
| --------------------- | ---- | ------------------------------------------------------------------ | ------------------------------ |
| آفریقای جنوبی         |      | ǃke e꞉ ǀxarra ǁke                                                  | نشان ملی آفریقای جنوبی         |
| آنگولا                |      | República de Angola                                                | نشان ملی آنگولا                |
| اتیوپی                |      | ندارد                                                              | نشان ملی اتیوپی                |
| اریتره                |      | ሃገረ ኤርትራ دولة إرتریا The State of Eritrea                          | نشان ملی اریتره                |
| اسواتینی              |      | Siyinqaba                                                          | نشان ملی اسواتینی              |
| الجزایر               |      | الجمهورية الجزائرية الديمقراطية الشعبية                            | نشان ملی الجزایر               |
| اوگاندا               |      | For God and My Country                                             | نشان ملی اوگاندا               |
| بنین                  |      | Fraternité, Justice, Travail                                       | نشان ملی بنین                  |
| بوتسوانا              |      | Pula                                                               | نشان ملی بوتسوانا              |
| بورکینافاسو           |      | Burkina Faso - Unité, Progrès, Justice                             | نشان ملی بورکینافاسو           |
| بوروندی               |      | Unité Travail Progrès                                              | نشان ملی بوروندی               |
| تانزانیا              |      | Uhuru na Umoja                                                     | نشان ملی تانزانیا              |
| توگو                  |      | Travail, Liberté, Patrie                                           | نشان ملی توگو                  |
| تونس                  |      | نظام، حرية، عدالة                                                  | نشان ملی تونس                  |
| جمهوری آفریقای مرکزی  |      | Unité, Dignité, Travail                                            | نشان ملی جمهوری آفریقای مرکزی  |
| جمهوری دموکراتیک کنگو |      | Justice, paix, travail                                             | نشان ملی جمهوری دموکراتیک کنگو |
| جمهوری کنگو           |      | Unité Travail Progrès                                              | نشان ملی جمهوری کنگو           |
| جیبوتی                |      | ندارد                                                              | نشان ملی جیبوتی                |
| چاد                   |      | Unité, Travail, Progrès                                            | نشان ملی چاد                   |
| رواندا                |      | Ubumwe, Umurimo, Gukunda Igihugu                                   | نشان ملی رواندا                |
| زامبیا                |      | One Zambia, One Nation                                             | نشان ملی زامبیا                |
| زیمبابوه              |      | Unity, Freedom, Work                                               | نشان ملی زیمبابوه              |
| سائوتومه و پرنسیپ     |      | Unidade, Disciplina, Trabalho                                      | نشان ملی سائوتومه و پرنسیپ     |
| ساحل عاج              |      | République de Côte d'Ivoire                                        | نشان ملی ساحل عاج              |
| سنگال                 |      | Un Peuple, Un But, Une Foi                                         | نشان ملی سنگال                 |
| سودان                 |      | النصر لنا                                                          | نشان ملی سودان                 |
| سودان جنوبی           |      | Justice, Liberty, Prosperity                                       | نشان ملی سودان جنوبی           |
| سومالی                |      | ندارد                                                              | نشان ملی سومالی                |
| سیرالئون              |      | Unity – Freedom – Justice                                          | نشان ملی سیرالئون              |
| سیشل                  |      | Finis Coronat Opus                                                 | نشان ملی سیشل                  |
| غنا                   |      | Freedom and Justice                                                | نشان ملی غنا                   |
| کامرون                |      | Paix, Travail, Patrie                                              | نشان ملی کامرون                |
| کنیا                  |      | Harambee                                                           | نشان ملی کنیا                  |
| کومور                 |      | Unité, Solidarité, Développement                                   | نشان ملی کومور                 |
| کیپ ورد               |      | Republica de Cabo Verde                                            | نشان ملی کیپ ورد               |
| گابن                  |      | Union, Travail, Justice                                            | نشان ملی گابن                  |
| گامبیا                |      | Progress, Peace, Prosperity                                        | نشان ملی گامبیا                |
| گینه                  |      | Travail, Justice, Solidarité                                       | نشان ملی گینه                  |
| گینه استوایی          |      | Unidad, Paz, Justicia                                              | نشان ملی گینه استوایی          |
| گینه بیسائو           |      | Unidade, Luta, Progresso                                           | نشان ملی گینه بیسائو           |
| لسوتو                 |      | Khotso, Pula, Nala                                                 | نشان ملی لسوتو                 |
| لیبریا                |      | The love of liberty brought us here                                | نشان ملی لیبریا                |
| لیبی                  |      | حكومة الوحدة الوطنية - دولة ليبيا                                  | نشان ملی لیبی                  |
| ماداگاسکار            |      | Tanindrazana, Fahafahana, Fandrosoana                              | نشان ملی ماداگاسکار            |
| مالاوی                |      | Unity and Freedom                                                  | نشان ملی مالاوی                |
| مالی                  |      | Un peuple, un but, une foi                                         | نشان ملی مالی                  |
| مراکش                 |      | إِنْ تَنْصُرُوا اللَّهَ يَنْصُرْكُمْ                                              | نشان ملی مراکش                 |
| مصر                   |      | جمهورية مصر العربية                                                | نشان ملی مصر                   |
| موریتانی              |      | الجمهوریة الإسلامیة الموریتانیة République Islamique de Mauritanie | نشان ملی موریتانی              |
| موریس                 |      | Stella Clavisque Maris Indici                                      | نشان ملی موریس                 |
| موزامبیک              |      | República de Moçambique                                            | نشان ملی موزامبیک              |
| نامیبیا               |      | Unity, Liberty, Justice                                            | نشان ملی نامیبیا               |
| نیجر                  |      | Republique du Niger                                                | نشان ملی نیجر                  |
| نیجریه                |      | Unity and Faith, Peace and Progress                                | نشان ملی نیجریه                |

## کشورهای با رسمیت محدود
| کشور                       | نشان | شعار                   | نوشتار اصلی         | سایر مدعیان |
| -------------------------- | ---- | ---------------------- | ------------------- | ----------- |
| جمهوری دموکراتیک عربی صحرا |      | حریة دیمقراطیة وحدة‎    | نشان ملی صحرای غربی | مراکش       |
| سومالی‌لند                  |      | بِسْمِ ٱللَّٰهِ ٱلرَّحْمَٰنِ ٱلرَّحِيمِ | نشان ملی سومالی‌لند  | سومالی      |

## مناطق خودمختار و قلمروهای وابسته
| کشور     | قلمرو                             | قلمرو                            | نشان | شعار                                                                            | نوشتار اصلی              |
| -------- | --------------------------------- | -------------------------------- | ---- | ------------------------------------------------------------------------------- | ------------------------ |
| اسپانیا  | سبته                              | سبته                             |      | ندارد                                                                           | نشان سبته                |
| اسپانیا  | ملیلیه                            | ملیلیه                           |      | Praefere Patriam Liberis Parentem Decet                                         | نشان ملیلیه              |
| بریتانیا | سنت هلنا، اسنشن و تریستان دا کونا | سنت هلن                          |      | Loyal and Unshakeable                                                           | نشان ملی سنت هلن         |
| بریتانیا | سنت هلنا، اسنشن و تریستان دا کونا | جزیره اسنشن                      |      | ندارد                                                                           | نشان ملی جزیره اسنشن     |
| بریتانیا | سنت هلنا، اسنشن و تریستان دا کونا | تریستان دا کونا                  |      | Our Faith is Our Strength                                                       | نشان ملی تریستان دا کونا |
| فرانسه   | مایوت                             | مایوت                            |      | Ra Hachiri                                                                      | نشان ملی مایوت           |
| فرانسه   | رئونیون                           | رئونیون                          |      | Florebo quocumque ferar                                                         | نشان ملی رئونیون         |
| تانزانیا | زنگبار (منطقه خودمختار تانزانیا)  | زنگبار (منطقه خودمختار تانزانیا) |      | "Serikali ya Mapinduzi, Zanzibar" (انگلیسی: Revolutionary Government, Zanzibar) | نشان زنگبار              |